# RHBDF1
RHBDF1‏ (Rhomboid 5 homolog 1) هوَ بروتين يُشَفر بواسطة جين RHBDF1 في الإنسان.
تم اقتراح الاسم البديل iRhom1، وذلك لتوضيح أنه عضو غير نشط تحفيزيًا في عائلة المعينات من البروتيازات السيرينية داخل الغشاء.